# Manfred Weck

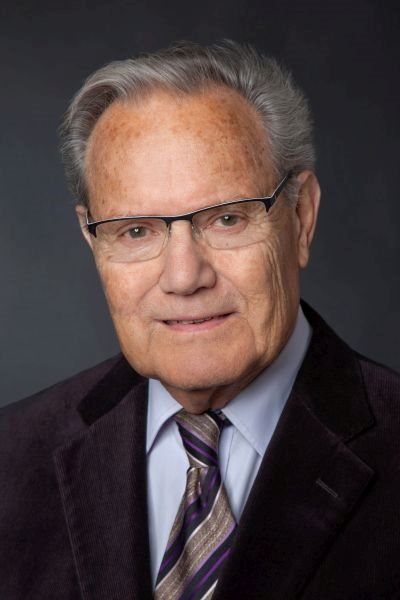
Manfred Weck

Manfred Weck (* 20. November 1937 in Solingen; † 23. September 2023 in Bad Neuenahr) war ein deutscher Ingenieur und emeritierter Hochschullehrer. Sein Haupttätigkeitsfeld war die Entwicklung von Fertigungsanlagen insbesondere Werkzeugmaschinen sowie deren Steuerungen und Automation.

## Leben und Wirken
Nach einer Lehre als Werkzeugmacher (1955–1958) und einer Facharbeitertätigkeit bei der Firma Bremshey & Co. in Hilden (1958–1959) sowie nach Absolvierung der Höheren Handelsschule in Solingen studierte Weck zunächst an der Staatlichen Ingenieurschule für Maschinenwesen in Iserlohn (1959–1961) und später an der RWTH Aachen Maschinenbau, Fachrichtung „Fertigungstechnik“ (1963–1966), mit Abschluss Dipl.-Ing. Er war Stipendiat der „Prof. Dr. Koepchen Studienstiftung“ der Firma RWE und der „Studienstiftung des Deutschen Volkes“. In der Übergangszeit von 1962 bis 1963 arbeitete er als Konstrukteur und Entwickler für Produktionsanlagen bei seiner Lehrfirma Bremshey & Co. sowie im väterlichen Betrieb, der Firma Gustav Weck, in Solingen, die chirurgische Instrumente herstellte.
Nach einer dreijährigen Assistententätigkeit am Werkzeugmaschinenlabor der RWTH Aachen (WZL) promovierte Weck 1969 bei dem damaligen Institutsleiter dieser Forschungseinrichtung, Herwart Opitz, zum Dr.-Ing. mit der Dissertationsschrift: „Analyse linearer Systeme mit Hilfe der Spektraldichtemessung und ihre Anwendung bei dynamischen Werkzeugmaschinenuntersuchungen unter Arbeitsbedingungen“. Von 1969 bis 1971 war er an demselben Institut als Oberingenieur für die Konstruktion, Steuerungstechnik und Automation von Werkzeugmaschinen verantwortlich. Des Weiteren führte er die Getriebeabteilung am WZL. 1971 habilitierte er sich mit dem Thema: „Dynamisches Verhalten spanender Werkzeugmaschinen, Einflussgrößen, Beurteilungsverfahren, Messtechnik“ und hielt zu dieser Thematik Vorlesungen als Privatdozent an der RWTH.
Im Jahr 1971 wechselte Weck wieder in die Industrie zur Fa. Wolf-Geräte in Betzdorf, wo er als Geschäftsführer für das Ressort Technik zuständig war, bis er im Jahr 1973 dem Ruf zum ordentlichen Universitäts-Professor an die RWTH Aachen als einer der Nachfolger von Opitz auf den Lehrstuhl für Werkzeugmaschinen folgte und zum Mitgeschäftsführer des Werkzeugmaschinenlabors ernannt wurde. Seine Lehr- und Forschungsgebiete waren die Werkzeugmaschinen einschließlich deren Steuerungen und Automation. Weck erhielt 1980 einen Ruf auf den Lehrstuhl: „Werkzeugmaschinen und Betriebswissenschaften“ der Technischen Universität München, entschied sich jedoch, in Aachen zu bleiben.
Zusammen mit seinen drei WZL-Kollegen gründete er 1980 in Aachen das Fraunhofer-Institut für Produktionstechnologie (IPT). Als IPT-Direktoriumsmitglied war er verantwortlich für die Bereiche: Ultrapräzisionsmaschinen und Maschinenleichtbau mit Faserverbund-Werkstoffen. Von 1987 bis 2000 leitete er den DFG-Sonderforschungsbereich 332: „Produktionstechnik für Bauteile aus nichtmetallischen Faserverbundwerkstoffen“. Im Jahre 1988 gründete Weck am IPT die AIF-Mitgliedsgesellschaft: „Forschungsgemeinschaft Ultrapräzisionstechnik e. V.“, der er bis zu seiner Emeritierung vorstand.
Neben seinen Hochschulaufgaben war Weck tätig in den Aufsichtsräten verschiedener Unternehmen (Traub, Thyssen-Hüller-Hille, Demag, Dörries Scharmann Technologie, Otto-Junker-Stiftung, Mannesmann, Liebherr-Verzahntechnik) sowie in den technischen bzw. wissenschaftlichen Beiräten anderer Firmen (Maho, Wotan, Heyligenstaedt, Hegenscheidt, Schütte, Chiron, Mubea, Hydac), zudem über viele Jahre im Vorstand der ThyssenKrupp-Rheinstahl-Stiftung.
Er war darüber hinaus Mitglied in vielen Verbänden und Gremien. An der Universität Aachen verwaltete er in den Jahren 1991 und 1992 das Amt des Dekan der Fakultät für Maschinenwesen der RWTH. In der Zeit von 1984 bis 1989 hatte er den Vorsitz der DFG-Gutachtergruppe „Konstruktion und Fertigungstechnik“ inne und stand von 1990 bis 1996 der AIF-Gutachtergruppe GAG IV vor. Von 1996 bis 2000 war er Stellvertretender Fachausschussvorsitzender der DFG für Konstruktion und Produktionstechnik. Von 1999 bis 2006 leitete Weck die Gutachter-Jury des BMWi-Forschungsprogramms „INNONET“.
Er war ferner Mitglied der Deutschen Akademie der Technikwissenschaften (acatech) und der European Society for Precision Engineering and Nanotechnology (euspen), deren Präsident er in den Jahren 2000 und 2001 war und die ihn 2003 mit dem „Lifetime Achievement Award“ auszeichnete.
Des Weiteren war er Mitglied der Nordrhein-Westfälischen Akademie der Wissenschaften und der Künste sowie Ehrenmitglied der Internationalen Akademie für Produktionstechnik (CIRP) und der Wissenschaftlichen Gesellschaft für Produktionstechnik (WGP).
Mehr als 200 seiner Wissenschaftlichen Mitarbeiter bzw. Assistenten an WZL und IPT promovierten unter seiner Anleitung und Betreuung.
Im Jahr 2004 wurde Weck nach 31 Jahren Hochschullehrer-Tätigkeit emeritiert. Drei Jahre nach seiner Emeritierung wurde der WZL-Erweiterungsneubau auf dem Seffenter Hochschulgelände in Erinnerung an Weck auf dessen Namen „Manfred-Weck-Haus“ getauft.
Im November 2015 wurde Weck in die Hall of Fame der deutschen Forschung berufen.
Am 8. September 2017 wurde Weck mit dem Aachener Ingenieurspreis für sein Lebenswerk ausgezeichnet. Er verstarb am 23. September 2023.

## Privates
Weck war verheiratet und hatte zwei Kinder. Seine Hobbys waren Tennis, Segeln, Klavierspielen, Fotografieren und Wandern.

## Preise und Auszeichnungen
- 1969 Borchers-Plakette für die Dissertation von der RWTH-Aachen University
- 1974 Taylor-Medal of CIRP, der Internationalen Akademie für Produktionstechnik
- 1982 Education Award von der Society of Manufacturing Engineers (SME, USA)
- 1992 Ehrendoktor der Leibniz Universität Hannover
- 1994 Ford-Forschungs-Preis für Getriebeforschung
- 1995 Jakob Wallenberg Preis für Wälzlagerforschung durch die Royal Swedish Academy of Engineering Science
- 1997 Herwart-Opitz-Medaille durch VDI
- 1998 Ernst-Blickle-Preis der SEW-Eurodrive-Stiftung[5]
- 2003 Georg-Schlesinger-Preis
- 2003 Life Time Achievement Award der European Society for Precision Engineering and Nanotechnology (euspen)[6].
- 2005 Ehrendoktor der Technischen Universität Dresden
- 2007 Frederick W. Taylor Research Medal von der Society of Manufacturing Engineers (SME, USA)
- 2015 Mitglied der Hall of Fame der deutschen Forschung
- 2017 Aachener Ingenieurpreis[7]

## Fachbücher
- Weck; Werkzeugmaschinen Fertigungssysteme in 5 Bänden, Springer, 1997–2002
  - Band 1: Maschinenarten und Anwendungsbereiche, 1998, ISBN 3-540-63211-5
  - Band 2: Konstruktion und Berechnung, 2002, ISBN 3-540-43351-1
  - Band 3: Mechatronische Systeme, Vorschubantriebe, Prozessdiagnose, 2001, ISBN 3-540-67614-7
  - Band 4: Automatisierung von Maschinen und Anlagen, 2001, ISBN 3-540-67613-9
  - Band 5: Messtechnische Untersuchung und Beurteilung, dynamische Stabilität, 2001, ISBN 3-540-67615-5
- Weck; Werkzeugmaschinen-Atlas, Teil I und II, VDI-Verlag 1992, ISBN 3-18-400995-5